# GM Korea
GM Korea (한국GM) es un fabricante de automóviles de Corea del Sur. Esta división automotriz, anteriormente llamada GM Daewoo y Daewoo Motors asociada al grupo Daewoo, está controlada desde 2002 por General Motors. GM es accionista mayoritario con el 42%, derivado de un acuerdo por el que pasó a llamarse GM Daewoo Auto and Technology.(GMDAT) Los acreedores de Daewoo tenían el 33% y los socios de GM el 25% restante.
Sus ventas en mayo de 2024 subieron un 27% debido a la fuerte demanda exterior.

## Historia
En julio de 1978 Daewoo se convirtió en accionista, con un 50% de Shinjin Motors, cuyas actividades en la industria automotriz coreana se remontaban a 1937. Desde junio de 1972, Shinjin Motors fabricaba los vehículos de GM. Desde enero de 1983 esta sección se conoció como Daewoo Motors.
La crisis del grupo en 1999 provocó la bajada de la producción. En octubre de 2002, la sección automovilística se integró en el grupo GM y pasó a denominarse GM Daewoo.
Los modelos de GM Daewoo se venden con la marca Chevrolet en todo el mundo, Daewoo en Corea del Sur y en Vietnam, Suzuki en Estados Unidos y Europa del Este; y Pontiac en América del Norte y Europa del Este. En marzo de 2011, GM Daewoo desaparece por completo, pasando a ser Chevrolet en Corea del Sur y Vietnam.[cita requerida]

## Modelos producidos
- Matiz/Spark (1998-2010; turismo del segmento A)
- Tico (1991-2001; turismo del segmento A)
- Lanos (1997-2005; turismo del segmento B)
- Nexia/Cielo/Heaven/Pointer/Racer (1994-1998; turismo del segmento C)
- Aveo/Kalos/G3/Gentra/Gentra X (2002-2011; turismo del segmento B)
- Nubira (1997-2003; turismo del segmento C)
- Lacetti/Optra (2003-2009; turismo del segmento C)
- Espero/Aranos (1990-1997; turismo del segmento D)
- Leganza (1997-2002; turismo del segmento D)
- Magnus/Evanda (2000-2006; turismo del segmento D)
- Tosca/Epica (2006-2010; turismo del segmento D)
- Statesman/Caprice (2005; turismo del segmento E)
- Tacuma/Rezzo/Vivant (2000-2006; monovolumen del segmento C)
- Winstorm/Captiva (2006-2018; todoterreno del segmento D)[cita requerida]